# MLB All-Star Game 1977
MLB All-Star Game 1977 – 48. Mecz Gwiazd ligi MLB, który odbył się 19 lipca 1977 roku na Yankee Stadium w Nowym Jorku. Mecz zakończył się zwycięstwem National League All-Stars 7–5. Spotkanie obejrzało 56 683 widzów.
Najbardziej wartościowym zawodnikiem został Don Sutton, starter NL All-Stars, który rozegrał trzy inningi, zaliczył wygraną, 4 strikeouty i nie oddał żadnego runa.

## Wyjściowe składy
| National League | National League | National League | National League | American League | American League  | American League | American League |
| #               | Zawodnik        | Klub            | Pozycja         | #               | Zawodnik         | Klub            | Pozycja         |
| --------------- | --------------- | --------------- | --------------- | --------------- | ---------------- | --------------- | --------------- |
| 1               | Joe Morgan      | Reds            | 2B              | 1               | Rod Carew        | Twins           | 1B              |
| 2               | Steve Garvey    | Dodgers         | 1B              | 2               | Willie Randolph  | Yankees         | 2B              |
| 3               | Dave Parker     | Pirates         | RF              | 3               | George Brett     | Royals          | 3B              |
| 4               | George Foster   | Reds            | CF              | 4               | Carl Yastrzemski | Red Sox         | CF              |
| 5               | Greg Luzinski   | Phillies        | LF              | 5               | Richie Zisk      | White Sox       | LF              |
| 6               | Ron Cey         | Dodgers         | 3B              | 6               | Reggie Jackson   | Yankees         | RF              |
| 7               | Johnny Bench    | Reds            | C               | 7               | Carlton Fisk     | Red Sox         | C               |
| 8               | Dave Concepción | Reds            | SS              | 8               | Rick Burleson    | Red Sox         | SS              |
| 9               | Don Sutton      | Dodgers         | P               | 9               | Jim Palmer       | Orioles         | P               |

| National League | 4 | 0 | 1 | 0 | 0 | 0 | 0 | 2 | 0 | 7 | 9 | 1 |
| American League | 0 | 0 | 0 | 0 | 0 | 2 | 1 | 0 | 2 | 5 | 8 | 0 |
| WP: Don Sutton (1–0) LP: Jim Palmer (0–1) Home runy: AL: George Scott (1) NL: Joe Morgan (1), Greg Luzinski (1), Steve Garvey (1) |   |   |   |   |   |   |   |   |   |   |   |   |

## Składy
| Miotacze - Vida Blue (3) - Bill Campbell (1) - Dennis Eckersley (1) - Mark Fidrych (2) - Jim Kern (1) - Dave LaRoche (2) - Sparky Lyle (3) - Jim Palmer (5) - Nolan Ryan (4) - Jim Slaton (1) - Frank Tanana (2) Łapacze - Carlton Fisk (5) - Thurman Munson (6) - Butch Wynegar (2) |  | Wewnątrzpolowi - George Brett (2) - Rick Burleson (1) - Bert Campaneris (6) - Rod Carew (11) - Ron Fairly (2) - Wayne Gross (1) - Don Money (3) - Graig Nettles (2) - Willie Randolph (2) - George Scott (3) - Jason Thompson (1) Zapolowi - Larry Hisle (1) - Reggie Jackson (7) - Ruppert Jones (1) - Fred Lynn (3) - Jim Rice (1) - Ken Singleton (1) - Carl Yastrzemski (14) - Richie Zisk (1) |  | Menadżer - Billy Martin Trenerzy - Alex Grammas - Bob Lemon Honorowy kapitan - Joe DiMaggio |

| Miotacze - Joaquín Andújar (1) - John Candelaria (1) - Steve Carlton (6) - Rich Gossage (3) - Gary Lavelle (1) - Rick Reuschel (1) - Tom Seaver (10) - Bruce Sutter (1) - Don Sutton (4) Łapacze - Johnny Bench (10) - Ted Simmons (4) - John Stearns (1) |  | Wewnątrzpolowi - Ron Cey (4) - Dave Concepción (4) - Steve Garvey (4) - Willie Montañez (1) - Joe Morgan (8) - Pete Rose (11) - Mike Schmidt (3) - Garry Templeton (1) - Manny Trillo (1) Zapolowi - George Foster (2) - Ken Griffey Sr. (2) - Greg Luzinski (3) - Jerry Morales (1) - Dave Parker (1) - Reggie Smith (5) - Ellis Valentine (1) - Dave Winfield (1) |  | Menadżer - Sparky Anderson Trenerzy - Tommy Lasorda - Danny Ozark Honorowy kapitan - Willie Mays |

- W nawiasie podano liczbę powołań do All-Star Game.